# Siergiej Podpały
Siergiej Iwanowicz Podpały, ros. Сергей Иванович Подпалый, ukr. Сергій Іванович Підпалий, Serhij Iwanowicz Pidpały (ur. 13 września 1963 w Kijowie) – rosyjski piłkarz pochodzenia ukraińskiego, grający na pozycji obrońcy, a wcześniej pomocnika, reprezentant Rosji, trener piłkarski.

## Kariera piłkarska

### Kariera klubowa
Wychowanek klubu Dynamo Kijów. Rozpoczął karierę piłkarską w klubie Wympeł Kijów, skąd w 1982 przeszedł do Dinama Kirow. W następnym sezonie przeniósł się do Gieołoga Tiumeń, w którym występował przez 5 lat. W 1988 bronił barw Zenitu Leningrad, a w 1989 Szachtara Donieck. Potem powrócił najpierw do Zenitu, a potem do Gieołoga. W 1991 został piłkarzem Lokomotiwu Moskwa. W sezonie 1994/95 występował w zespole izraelskim Hapoel Hajfa, ale powrócił do Rosji, gdzie bronił barw klubów Dinamo Moskwa, Dinamo Stawropol, FK Tiumeń, Lokomotiw Niżny Nowogród i Torpedo-ZiL Moskwa. Karierę piłkarską kończył jako piłkarz białoruskiego FK Homel.

### Kariera reprezentacyjna
W 1992 i 1994 wychodził na boisko w oficjalnych spotkaniach reprezentacji Rosji.

## Kariera trenerska
Przez kilka lat po zakończeniu kariery zawodniczej pracował na Białorusi, trenując kluby FK Homel i Tarpeda-SKA Mińsk. W 2005 powrócił do Rosji, gdzie objął stanowisko głównego trenera Nosty Nowotroick. W grudniu 2007 odbywał staż w Juventusie. 2 czerwca 2009 został zwolniony z zajmowanego stanowiska. W 2010 pracował jako trener-konsultant FK Tiumeń. Od stycznia 2011 do maja 2012 kierował FK Ventspils. W czerwcu 2013 krótko trenował Mordowiję Sarańsk. Potem do 2014 stał na czele klubu Salut Biełgorod.

## Sukcesy i odznaczenia

### Sukcesy klubowe
- brązowy medalista Mistrzostw Rosji: 1994
- zdobywca Pucharu Rosji: 1995

### Sukcesy trenerskie
- mistrz Białorusi: 2003
- zdobywca Pucharu Białorusi: 2002
- finalista Pucharu Białorusi: 2004

### Odznaczenia
- tytuł Mistrza Sportu ZSRR: 1988